# Robert Stout
Sir Robert Stout, né le 28 septembre 1844 à Lerwick en Écosse et mort le 19 juillet 1930 à Wellington en Nouvelle-Zélande, est un homme d'État britannique, Premier ministre de Nouvelle-Zélande à deux reprises entre le 16 août 1884 et le 8 octobre 1887.

## Biographie

### Jeunesse et entrée en politique
Né dans les îles Shetland dans l'extrême nord de l'Écosse, il est l'aîné des six enfants d'un commerçant. Son enseignement secondaire se déroule dans la grammar school de sa ville natale, et lors de discussions littéraires, théologiques et politiques avec son père et ses oncles, autour de la presse de tous horizons politiques.
Il devient enseignant de mathématiques et de sciences naturelles à Lerwick, puis suit une formation professionnelle à l'arpentage, avant d'émigrer en 1863 à Dunedin, ville fondée par des colons écossais en Nouvelle-Zélande. Ne parvenant pas à trouver un emploi comme arpenteur, il devient enseignant de mathématiques à la grammar school de la ville. Il co-fonde à Dunedin un club de discussion de sujets théologiques, scientifiques et politiques, et donne des discours publics où il défend des positions de libre-pensée et d'humanisme laïc. Il devient en 1869 rédacteur en chef du journal The Echo, qui promeut ces mêmes idées.
Dans le même temps il étudie le droit, et est appelé au barreau en 1871. En 1872 il est élu au conseil provincial de l'Otago. Tout en pratiquant le métier de barrister (avocat), il devient le premier enseignant de droit à l'université d'Otago en 1873. Lorsque l'existence des provinces est menacée, il se lance en politique nationale, et est élu député de Dunedin à la Chambre des représentants de Nouvelle-Zélande en 1875, avec un mandat pour s'opposer à la centralisation nationale des pouvoirs.

### Ministre et Premier ministre
Le 13 mars 1878 il est fait procureur général dans le gouvernement de George Grey, et le 25 juillet il obtient en plus les portefeuilles ministériels des affaires foncières et de l'immigration. Opposé à la concentration des terres entre les mains de grands propriétaires, ayant en mémoire la cruauté des Highland Clearances par lesquelles l'aristocratie écossaise a chassé des terres les petits paysans des Hautes terres d'Écosse, il contribue à la création de la première taxe foncière sur les terres en 1878. Il tente sans succès cette même année d'introduire le droit de vote des femmes, au suffrage censitaire,.
Il démissionne du gouvernement le 25 juin 1879 pour se consacrer davantage à son travail d'avocat et pourvoir aux besoins de sa famille, les députés et ministres à cette date n'étant pas rémunérés. Il retrouve un siège à la Chambre des représentants en juillet 1884 comme député de Dunedin-est, et devient Premier ministre en août, formant un gouvernement d'orientation progressiste. Ce gouvernement ne dure que douze jours, s'avérant ne pas avoir la confiance d'une majorité des députés. Le conservateur Harry Atkinson tente à son tour de former un gouvernement, échoue à son tour à constituer une majorité, et Robert Stout redevient Premier ministre en septembre. Il nomme Julius Vogel au poste de secrétaire colonial, c'est-à-dire ministre de l'Intérieur, et ce dernier domine et dirige de fait le gouvernement. Le gouvernement mène un programme de développement de chemins de fer, et de dépolitisation de l'administration publique, mais échoue à répondre efficacement à la Grande Dépression des années 1870-1880. Robert Stout introduit par ailleurs avec succès en 1884 une loi reconnaissant un droit de propriété aux femmes mariées. En 1886 il est fait chevalier commandeur de l'ordre de Saint-Michel et Saint-Georges.

### Suites
Robert Stout est battu dans sa circonscription aux élections législatives de septembre 1887, et perd donc à la fois son siège de député et sa fonction de Premier ministre.
Il adhère au Parti libéral fondé en 1890 comme premier parti politique en Nouvelle-Zélande, et fait partie de l'aile gauche du parti, favorable à un interventionnisme de l'État pour répondre à la pauvreté ainsi qu'à l'exploitation au travail dans le contexte de la Dépression. Il retrouve un siège comme député de la circonscription d'Inangahua à l'occasion d'une élection partielle en juin 1893. Sa principale réalisation durant ses mandats de député au cours des années 1890 est de piloter la fondation de l'université Victoria de Wellington. Frustré par ce qu'il considère comme la direction autoritaire du Premier ministre Richard Seddon sur le parti, il se retire de la vie politique en 1898, et le 22 juin 1899 est nommé président de la Cour suprême de Nouvelle-Zélande. Il en démissionne en août 1926 lorsqu'il est nommé membre du Conseil législatif, la chambre haute du Parlement de Nouvelle-Zélande. Il meurt quatre ans plus tard,.